# Мальчик и девочка (фильм, 1966)
«Ма́льчик и де́вочка» — советский полнометражный цветной художественный фильм, поставленный на киностудии «Ленфильм» в 1966 году режиссёром Юлием Файтом по одноимённому рассказу Веры Пановой.

## Сюжет
Главный герой (мальчик), окончив школу, приезжает по путёвке в Крым и поселяется в санатории. Во время отдыха он знакомится со своей сверстницей — молоденькой привлекательной девочкой-официанткой. На первом же свидании они целуются. У них завязываются отношения. Они много гуляют, купаются в море, наслаждаются жизнью. Но приходит конец отпуска, и главному герою надо возвращаться в Москву. Девушка тяжело переживает эту разлуку, но возлюбленный обещает ей писать. Проходит месяц, другой, третий, но она так ничего и не получает. Кроме того, оказывается, что она ждёт от него ребёнка. Тем временем мальчик, находясь дома, несколько раз пытается написать девочке, но, испортив несколько листов бумаги, выбрасывает их в мусорную корзину. Ну, а в южном городке у девочки наконец рождается ребёнок. Ей очень одиноко и тяжело.

## Съёмки и запрет фильма
Фильм снимался около Геленджика, в посёлке Дивноморское. Хорошо узнаваемы центральный сельский пляж, пляж около санатория Черноморского флота, старые корпуса санатория КЧФ, ныне санатория «Дивноморский», а также место побережья между пансионатами «Факел» и «Голубая даль», где главные герои отдыхают на огромных камнях, сохранившихся до сих пор.
Премьера фильма ожидалась 10 октября 1966 года:

Уже был назначен день премьеры в кинотеатре «Художественный», и я, проезжая по Москве, видел огромные красивые афиши. А потом — в день премьеры! — объявили, что она отменяется. Оказывается, фильм посмотрели два каких-то деятеля из ЦК партии, позвонили министру кинематографии и пригрозили: «Если ты будешь делать картины, где 16-летние дети влюбляются и рожают детей, мы тебя просто уволим». Недавно я пересмотрел фильм и поразился: он такой чистый, прозрачный, без тени пошлости, его нужно показывать всем мальчикам и девочкам — он будет воспитывать в них чувство ответственности за собственные поступки.
— Николай Бурляев, «Бульвар Гордона» № 38 2013
По словам Юлия Файта, кинематографическое начальство что-то такое в нём углядело, отчего фильм много лет пролежал на полке. А сам он на 10 лет был лишён возможности снимать художественные фильмы.
 В марте 2017 года к 80-летию режиссёра на фестивале архивного кино «Белые Столбы» состоялся показ картины «Мальчик и девочка»:

История расставила всё по своим местам — прошло полвека, а картина, холодно встреченная в свое время критиками, стала одним из символов 60-х годов. Участники фестиваля увидели хорошо отреставрированный фильм, в который вошёл и отрывок, вырезанный когда-то режиссёром при сдаче материала. По качеству цвета и звука картина смотрится так, словно снята недавно, завораживает удивительная работа с цветом оператора Владимира Чумака.
— Наталья Тендора, фестиваль архивного кино «Белые Столбы» 2017
Представляя картину, Юлий Файт заявил: «Пока мы дождались этого просмотра, оба стали дедушками. А начинали очень молодо, весело. Не глядя на то, что нас пытались приструнить — и автор Вера Панова, и большое начальство. Мы сделали эту картину. И я рад, что сегодня она переживает своё второе рождение. Хочется выразить огромную благодарность Госфильмофонду за поразительное восстановление, реставрацию картины. Я вдруг увидел то, что видел когда-то, каждый раз получая огромное удовольствие от поразительной игры Николая Бурляева на экране. Этот актёр для меня — эталон актёрской точности и свежести».

## В ролях
- Наталия Богунова — девочка (роль озвучила — Инна Гулая)
- Николай Бурляев — мальчик
- Антонина Бендова — Таня, официантка в санатории
- Тамара Коновалова — Надя, работница почты
- Павел Кормунин — массовик—затейник в санатории
- Валентина Чемберг — диетсестра в санатории
- Людмила Шагалова — отдыхающая женщина в кимоно
- Елизавета Уварова — нянечка в роддоме
- Лариса Буркова — официантка в санатории
- Николай Губенко — пассажир с гитарой, попутчик мальчика
- Пётр Горин — отец мальчика
- Павел Кашлаков — Петя, солдат
- Иван Кузнецов — полковник
- Вера Липсток — мать мальчика
- Любовь Малиновская — жена полковника
- Александр Янкевский — эпизод
- Александр Суснин — папаша возле роддома (нет в титрах)
- Ирина Куберская — студентка, подруга мальчика (нет в титрах)
- Геннадий Шпаликов — дяденька с самоваром (нет в титрах)
- Николай Мельников — приятель мальчика (нет в титрах)

## Съёмочная группа
- Сценарий — Веры Пановой
- Постановка — Юлия Файта
- Главный оператор — Владимир Чумак
- Главный художник — Алексей Рудяков
- Композитор — Борис Чайковский
- Звукооператор — Владимир Яковлев
- Текст песен — Геннадий Шпаликов

## Звуковая дорожка
В фильме звучат две песни Бориса Чайковского на стихи Геннадия Шпаликова: «Лёд Ладогой плывёт» («Лёд, лёд/ Ладогой плывёт…») в исполнении Николая Губенко и «Яблони и вишни снегом замело» («Яблони и вишни снегом замело —/ Там моё родное курское село…»)